# Nicola Bardoscia
Nicola Bardoscia (Galatina, 12 ottobre 1821 – 1913) è stato un politico e patriota italiano.

## Biografia
Originario di Galatina, studiò Giurisprudenza all'Università di Napoli.
Di idee liberali, incitò i suoi concittadini galatinesi a sostenere Vittorio Emanuele II nel plebiscito del 1860. Più tardi fu eletto deputato del Regno d'Italia per due legislature (XIV e XV), nel 1880 e nel 1882.
Nella sua città di Galatina promosse il maggiore accesso dell'istruzione anche alle classi meno agiate e la creazione della locale Società Operaia di Mutuo Soccorso, tutt'ora esistente, nel cui palazzo è ricordato con una lapide commemorativa.
Morì nel 1913.